# Fiat Uno
Fiat Uno je malý osobní automobil typu hatchback, který vyráběla automobilka Fiat v letech 1983–1995.
Uno se veřejnosti představilo v roce 1983 jako náhrada za Fiat 127. Tento třídveřový nebo pětidveřový hatchback se ze začátku musel spokojit s motory již existujících modelů. První Fiaty Uno měly k dispozici motory 903 cm³ OHV z Fiatu 127 a 1108 cm³, 1300 cm³ z Fiatu Ritmo. První diesel sloužil ve Fiatu 127D.
V roce 1985 se začalo s výrobou moderních motorů řady FIRE 1000 cm³ 33 kW jenž se v malých fiatech užívá dodnes. Tento motor se časem prosadil pro svou spolehlivost a životnost a díky tomu že písty a ventily na sebe nedosáhnou, a tak ho neohrozí ani prasklý rozvodový řemen. taktéž v roce 1985 Fiat představil první na světě malý automobil s turbodmychadlem Uno 1,3e Turbo 77 kW. Roku 1989 při modernizaci se tento motor zvětšil na 1372 cm³ a výkon vzrostl na 85 kW. Roku 1993 se u Fiatu začalo s výrobou nástupce Una – Fiat Punto. Výroba Fiatu Uno, který se vyráběl v Itálii a Polsku, byla v Evropě ukončena v roce 1995. V Polsku se vyráběl do října 2002, brazilská produkce skončila koncem roku 2013.
Sedan a kombi odvozené od modelu Uno dostaly označení Duna.

## Technické parametry

### Motory
- 1.0
- 1.1i
- 1.4i
- 1.5 MPI
- 1.5 SPI
- 1.5 i.e.
- 1.3 i.e. Turbo
- 1.4 i.e. Turbo
- 1.3D
- 1.4TD
- 1.7D
- 1.9D

## V médiích a kultuře
- V roce 1987 vešel ve známost nechvalný Gang bílého Una (Banda della Uno bianca), zločinecká skupina působící v letech 1987–1994 v severní Itálii. Název získal pro svou oblibu tohoto vozu, který byl tehdy (zejména v bílé barvě) velmi rozšířený a šel snadno ukrást, což skupině při jejích přesunech skýtalo příhodnou anonymitu.
- Vůz se objevil v českém komediálním snímku Slunce, seno a pár facek z roku 1989 (SPZ ACY 26-30, registrován 27. 10. 1987).[1] Tehdy ne zcela levný tuzexový automobil je zde použit jako důkaz bohatství mladé inženýrky Tejfarové.[2]
- V reklamě Fiat Uno Rap Up z roku 1992, natočené ve spolupráci s rapperem J-Axe ze skupiny Articolo 31, je tento vůz vykreslen jako ideální společník mladých lidí.
- V březnu 2012, když zemřel italský zpěvák Lucio Dalla, společnost FIAT si jej připomenula znovuuvedením reklamy (na Fiat Uno FIRE) z roku 1992, v níž byla použita Dallova píseň Il Motore Del 2000 (Motor roku 2000) z roku 1976.

## Fotogalerie

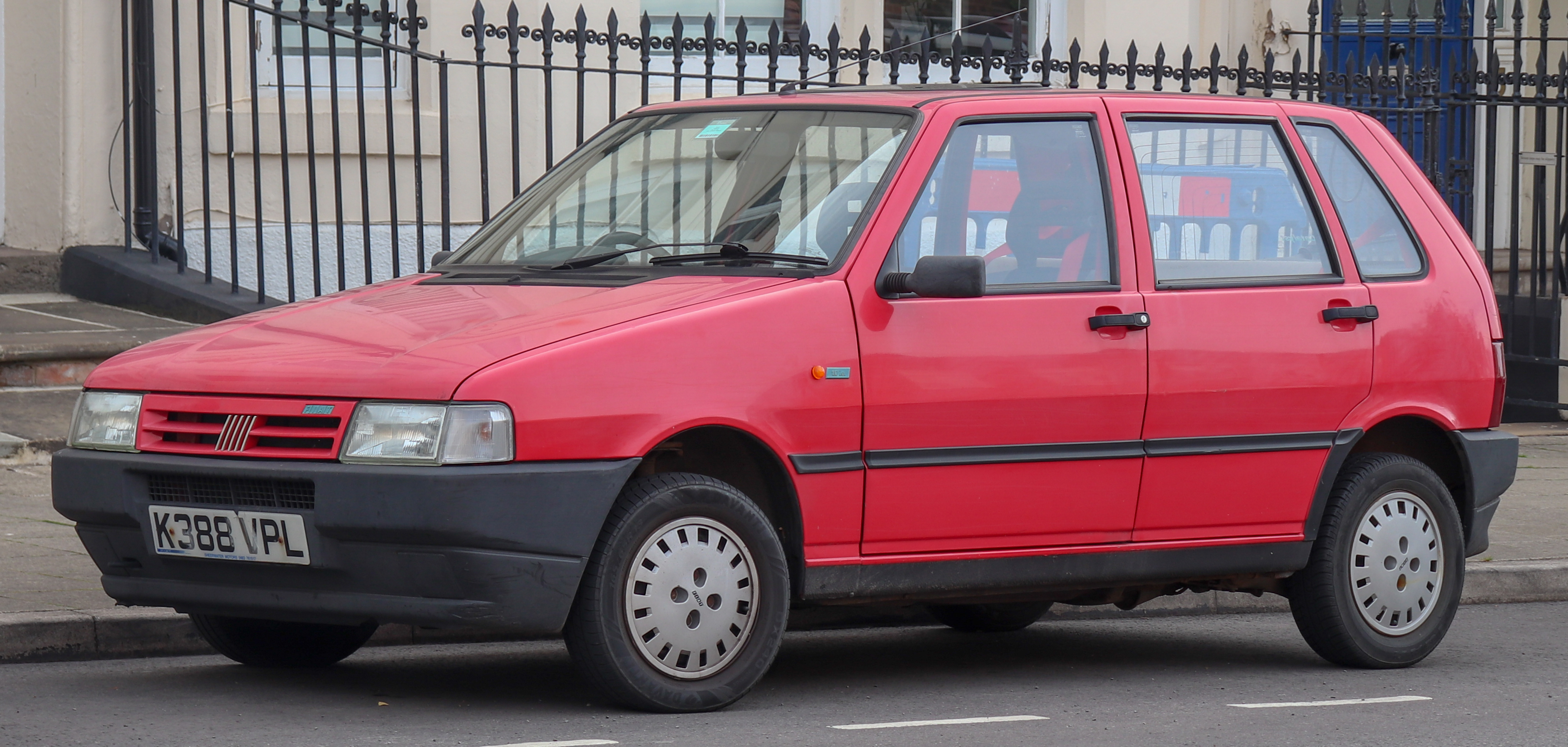
Fiat Uno po faceliftu v roce 1989
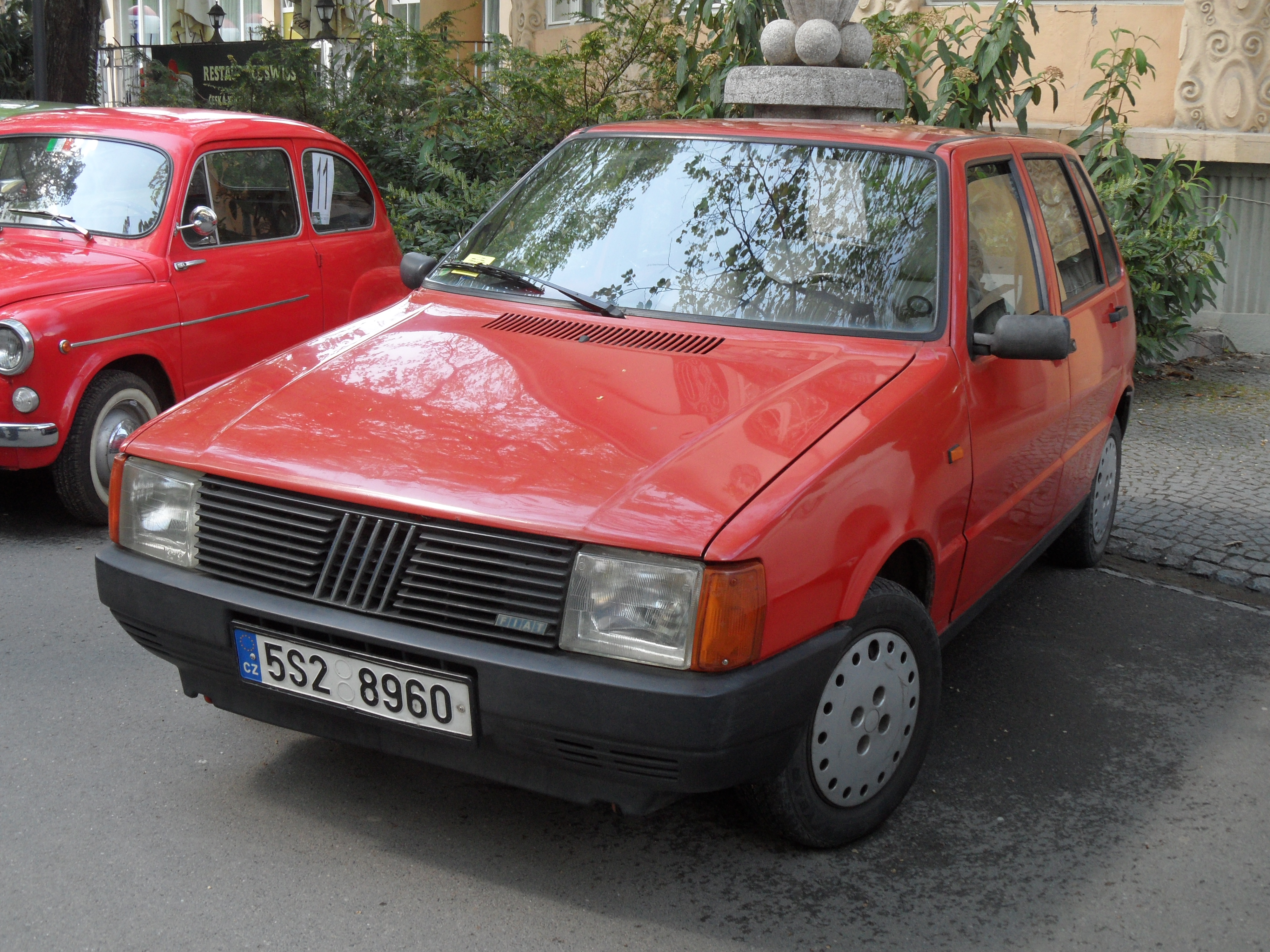
Fiat Uno 45 na srazu v Poděbradech
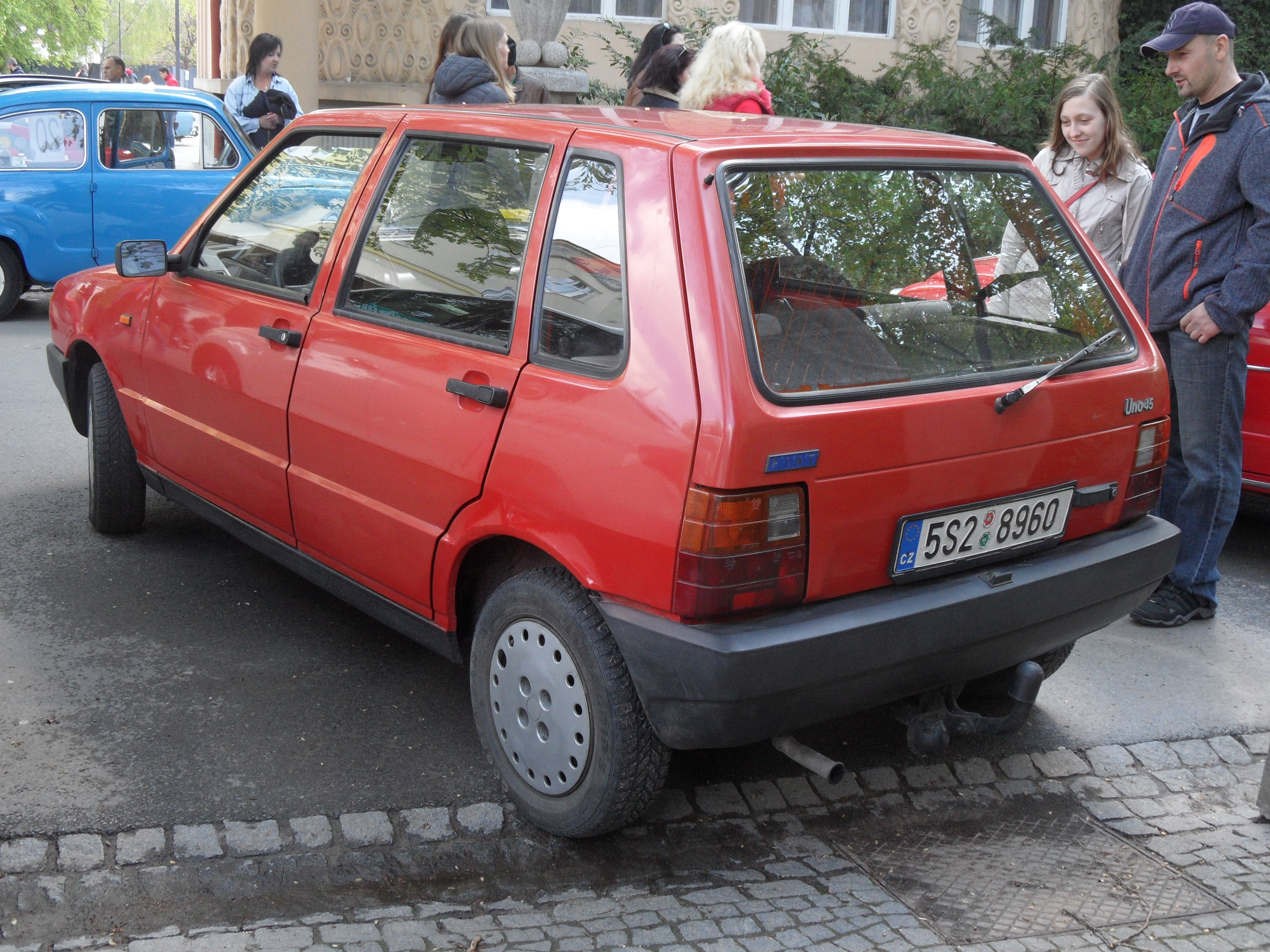
Fiat Uno 45 na srazu v Poděbradech
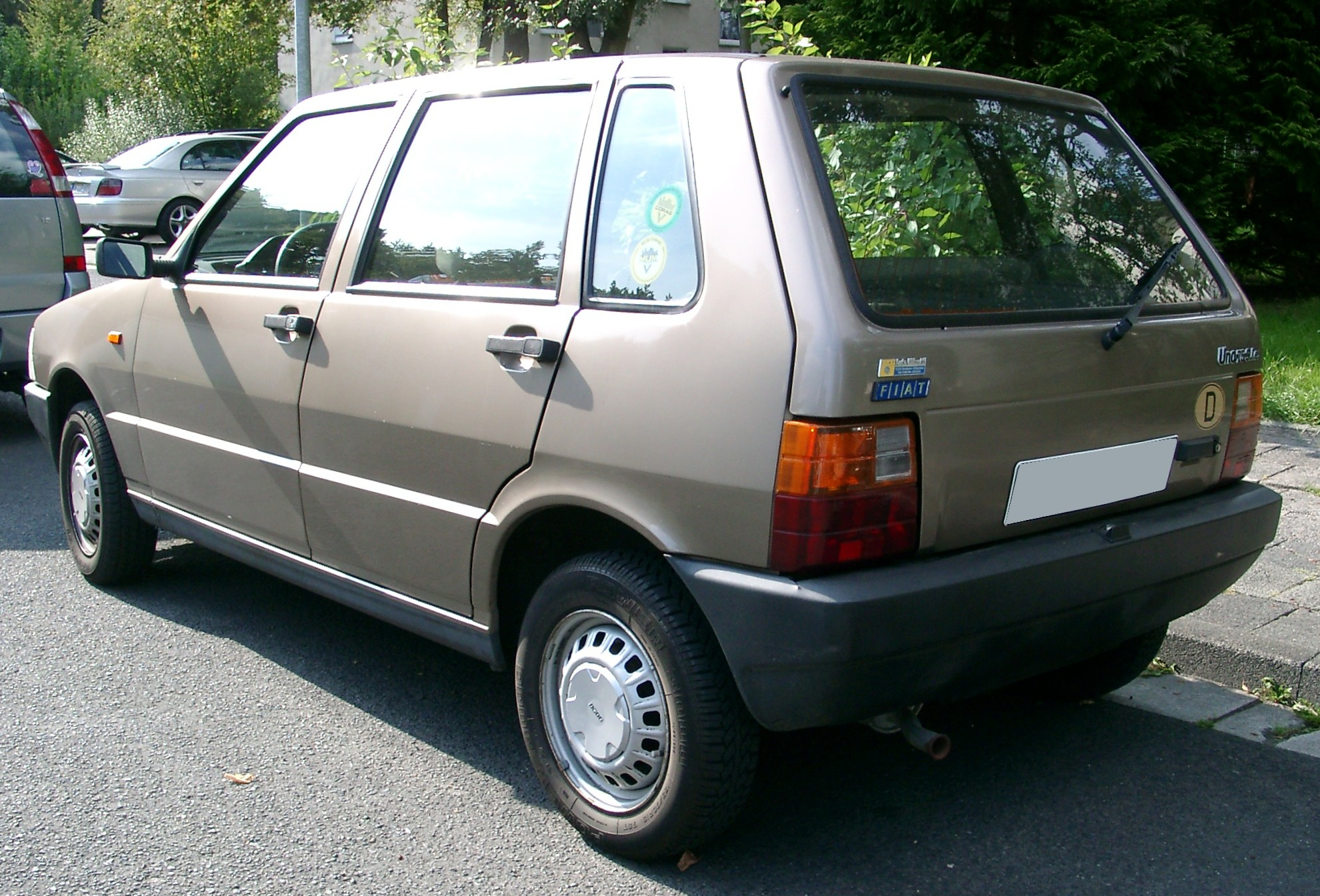
Fiat Uno z let 1983–1989
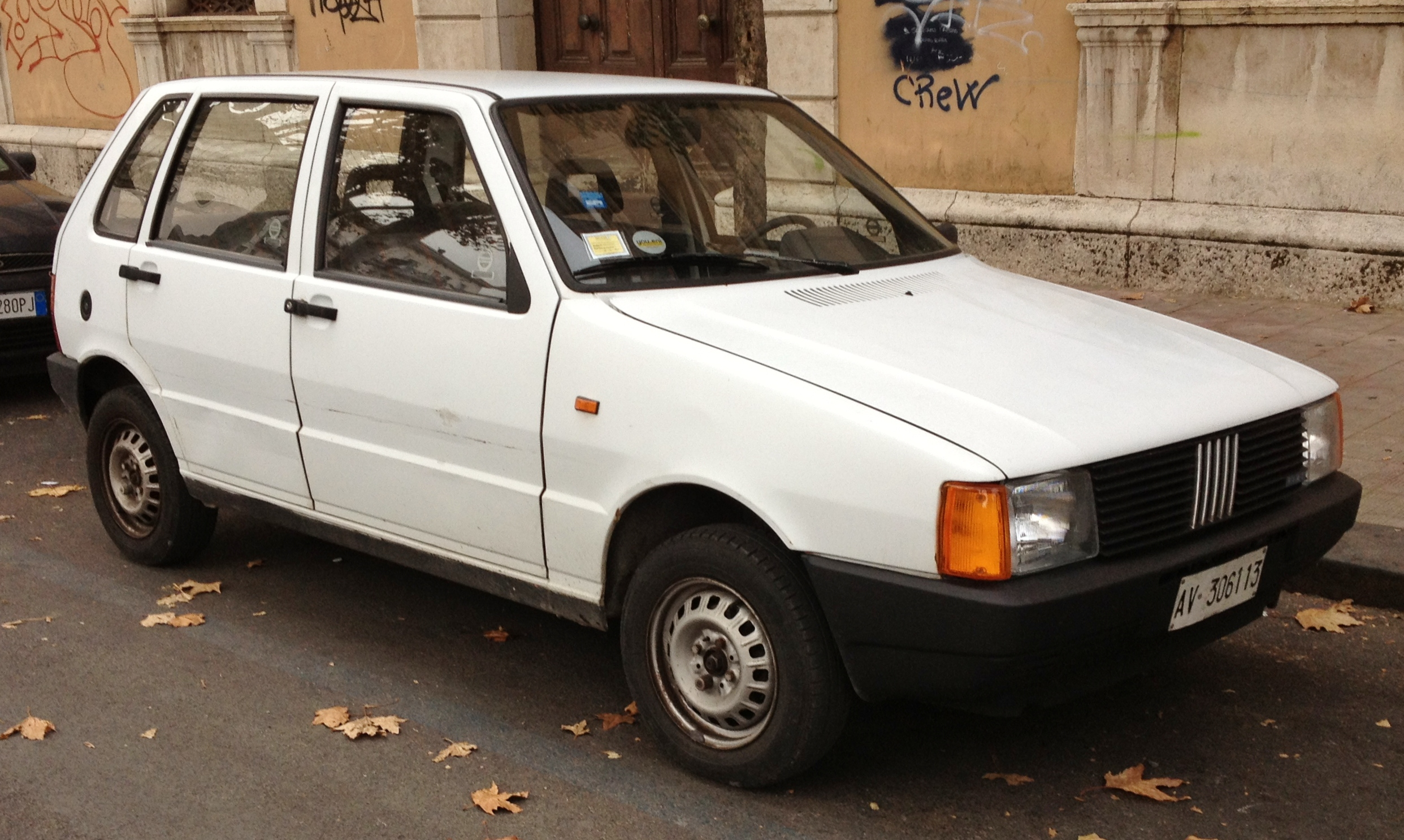
Bílý Fiat Uno, typický dopravní prostředek italského Gangu bílého Una